# ZARD Forever Best 〜25th Anniversary〜
『ZARD Forever Best 〜25th Anniversary〜』（ザード・フォーエバー・ベスト トゥウェンティフィフス・アニバーサリー）は、ZARDの4枚組ベスト・アルバム。規格品番は初回生産盤・通常盤共通で、JBCJ-9055〜58。

## 概要
- デビュー25周年を記念して発売された、ZARD初の4枚組アルバム。公式なオールタイム・ベストアルバムの発売としては、15周年の2006年に発売された『Golden Best 〜15th Anniversary〜』以来、約10年振りとなる[注釈 1]。発売日はZARDが1991年にCDデビューした日である。
- 本作品の発売発表からZARDデビュー25周年が開始されており、キャッチフレーズは「ZARDと、もう一度出逢う」である。
- ZARDの全楽曲の中から、季節をテーマにして、Disc.1（早春）、Disc.2（初夏）、Disc.3（盛夏）、Disc.4（秋冬）の全4枚に分けて全52曲を収録している[2]。それまでZARDのアルバムに未収録だった「翼を広げて/愛は暗闇の中で」「素直に言えなくて」が今回初収録となった。
- 選曲は、ZARDの総合プロデューサーを務めていた長戸大幸と、ZARDの作品にデビューから長年携わっていた寺尾広が中心となって行った[3]。
- 発売にあたり、ZARD作品のディレクターを長年手がけていた島田勝弘を中心として[4]、最新のデジタル・リマスタリングを施し、高音質仕様のBlu-spec CD2を採用した[2]。ZARDの作品で初の高音質CDである。
- 収録時間の合計は、3枚組で収まる時間であったが、CD1枚あたりの収録時間が63分を超えると音質のビットレート[注釈 2]を下げる必要が生じ、音質が劣化するため、1枚当たり13曲の4枚組に分けたと解説している[5]。
- 初回生産盤のみの特典として、未公開写真を含む28ページのブックレットと、2000年に30万枚完全限定生産で発売された『ZARD Cruising & Live 〜限定盤ライヴCD〜』のVHSビデオカセットに収録されていた船上ライブの映像が、モバイル環境のみで1年間の期間限定で視聴できる専用コードが封入されている[5]。
- 発売に先駆けて、数多くのテーマソングを担当した[6]アニメ「名探偵コナン」において、江戸川コナンの声を演じる高山みなみのナレーションによるCMが2016年1月30日に放送された。好評を受け、次週の坂井の誕生日にあたる2月6日にも放送された[7]。
- 発売発表時のスポーツニッポン紙上において、「坂井さんが亡くなり、新しい音源が生まれない今、手元にある全てを出し尽くした」と述べられており、名目上では最後のベストアルバムであるとしている[5]。
- 本作リリース直後の4月27日には、初となるミュージック・ビデオ集『ZARD MUSIC VIDEO COLLECTION 〜25th ANNIVERSARY〜』が発売された。今作同様、季節ごとのディスク順に納められている。また、5月にはこのベストを携え、東京と大阪の3公演にて5年半振りとなる25周年記念追悼ライブ「What a beautiful memory 〜25th Anniversary〜」が開催された。
- リリースから約1年後の2017年2月8日を皮切りに、本作の初回生産分を除いたディスク4枚に名付けられた「早春」「初夏」「盛夏」「秋冬」を基にした期間限定パッケージが季節毎順繰りに発売された[8]。
- 2020年2月10日には、2021年にデビュー30周年を迎える事から、本全曲が96kHz/24bitスペック仕様のハイレゾ規格として、moraにおいてデジタル配信でのリリースと、ダウンロード配信が決定した[9]。
- シングル曲のうち2nd「不思議ね…」、3rd「もう探さない」、11th両A面曲「Boy」、14th「Just believe in love」、26th「新しいドア～冬のひまわり～」、28th「MIND GAMES」、29th「世界はきっと未来の中」、30th「痛いくらい君があふれているよ」、31st「この涙 星になれ」、34th「さわやかな君の気持ち」、36th「瞳閉じて」、37th「もっと近くで君の横顔見ていたい」、39th「今日はゆっくり話そう」、41st「悲しいほど貴方が好き/カラッといこう!」、42nd「ハートに火をつけて」の計16曲が選曲から外れた。また、企画シングルのうち「果てしない夢を」は収録されているが、「異邦人」は収録されていない。
- シングル表題曲以外からは「こんなに愛しても」(「もう探さない」c/w)、「あの微笑みを忘れないで」(『HOLD ME』収録)、「Season」(『揺れる想い』収録）、「Oh my love」「雨に濡れて」「I still remember」「来年の夏も」「あなたに帰りたい」(『OH MY LOVE』収録）、「今すぐ会いに来て」「ハイヒール脱ぎ捨てて」「forever you」(『Forever you』収録)、「眠り」(「サヨナラは今もこの胸に居ます」c/w)、「DAN DAN 心惹かれてく」「突然」「Today is another day」(『TODAY IS ANOTHER DAY』収録)、「遠い星を数えて」(風が通り抜ける街へ」c/w）、「少女の頃に戻ったみたいに」(「運命のルーレット廻して」c/w)、「WAKE UP MAKE THE MORNING LAST 〜忘れがたき人へ〜」(『永遠』収録)の計18曲が選曲・収録された。
- 秋冬に入っている曲は、全てシングル曲か、カップリング曲である。

## チャート成績
- オリコンチャートでは完全1種形態ながら初動セールス約7万枚を売り上げたものの、BUMP OF CHICKENの『Butterflies』等に阻まれ初登場4位となった。同初動売り上げでの4位は同年チャートの最高記録枚数であり、年間チャートでは25位にランクインしたが26位～30位は全て初登場で1位を獲得した作品である。これはZARDのデビュー日である2月10日リリースに拘った結果であり、この週は国民の祝日である建国記念の日をはさむことから多くの有力作品と競合したため好セールスでのTOP3落ちとなった。しかしながら発売から約3週間後の2月28日付のデイリーチャートで1位に浮上し、1か月後の3月10日付のデイリーチャートでも2位にランクイン。ウィークリーチャートでは5週連続TOP10入りと粘り強くロングヒットし、根強い人気を示した。
- オリコンにおいて300位集計は2002年12月以降なので参考記録ではあるものの、ZARDのアルバムで初めて登場回数が100回と3桁を達成し、発売以来6年以上に渡って断続的にランクインするロングセラーとなっている。

## 収録曲
- 各楽曲の詳細は各項目を参照。注記すべき点のみ記載。
- ※は『Golden Best 〜15th Anniversary〜』未収録、※※はベスト・セレクションAL初収録。
- 全楽曲は注記のない限り、初めて作品として発表された際のミックスをリマスタリングしたものである。
- 全作詞：坂井泉水（「果てしない夢を」「雨に濡れて」のみ当時WANDSの上杉昇との共作）

### Disc.1（早春）
1. Don't you see!
作曲：栗林誠一郎　編曲：葉山たけし
  - 19thシングル。1997年発売の『ZARD BLEND 〜SUN&STONE〜』に収録されたミックスで収録。
2. マイ フレンド
作曲：織田哲郎　編曲：葉山たけし
  - 17thシングル。最後のミリオンセラーを記録したシングル。
3. この愛に泳ぎ疲れても
作曲：織田哲郎　編曲：明石昌夫
  - 11thシングル「この愛に泳ぎ疲れても／Boy」の1曲目。
4. Good-bye My Loneliness
作曲：織田哲郎　編曲：明石昌夫
  - デビューシングル。坂井が一生忘れない衝撃の楽曲と語っている。
5. WAKE UP MAKE THE MORNING LAST〜忘れがたき人へ〜 ※※
作曲：福山廣也　編曲：古井弘人
  - 8thオリジナルアルバム『永遠』収録曲。
6. 君に逢いたくなったら… ※
作曲：織田哲郎　編曲：葉山たけし
  - 20thシングル。1997年発売の『ZARD BLEND 〜SUN&STONE〜』に収録されたミックスで収録。
7. 息もできない ※
作曲：織田哲郎　編曲：葉山たけし
  - 24thシングル。
8. 今すぐ会いに来て ※※
作曲：栗林誠一郎　編曲：明石昌夫
  - 6thオリジナルアルバム『forever you』収録曲。
9. ハイヒール脱ぎ捨てて ※
作曲：栗林誠一郎　編曲：明石昌夫
  - 6thオリジナルアルバム『forever you』収録曲。
10. Forever you ※
作曲：織田哲郎　編曲：明石昌夫
  - 6thオリジナルアルバム『forever you』収録曲。
11. 明日を夢見て ※
作曲：大野愛果　編曲：小林哲
  - 35thシングル。
12. 翼を広げて ※※
作曲：織田哲郎　編曲：明石昌夫
  - 44thシングル「翼を広げて／愛は暗闇の中で」の1曲目。DEENに提供した「翼を広げて」のセルフカバーで、発売当時は初公開音源だった。ベストアルバムとしては今回が初収録。
13. 愛は暗闇の中で featuring Aya Kamiki ※※
作曲：栗林誠一郎　編曲：森下志音
  - 44thシングル「翼を広げて／愛は暗闇の中で」の2曲目。上木彩矢がコーラスで参加している。ベストアルバムとしては今回が初収録。

### Disc.2（初夏）
1. 星のかがやきよ
作曲：大野愛果　編曲：葉山たけし
  - 40thシングル「星のかがやきよ／夏を待つセイル(帆)のように」の1曲目。
2. 夏を待つセイル(帆)のように
作曲：大野愛果　編曲：葉山たけし
  - 40thシングル「星のかがやきよ／夏を待つセイル(帆)のように」の2曲目。
3. 君がいない
作曲：栗林誠一郎　編曲：明石昌夫
  - 7thシングル。
4. 心を開いて
作曲：織田哲郎　編曲：池田大介
  - 18thシングル。
5. 揺れる想い
作曲：織田哲郎　編曲：明石昌夫
  - 8thシングル。
6. 素直に言えなくて featuring Mai Kuraki ※※
作曲：坂井泉水　編曲：岡本仁志
  - 45thシングル。2ndシングル「不思議ね…」のカップリング曲をGARNET CROWの岡本仁志がリアレンジして発売。倉木麻衣がコーラスとして参加。ベストアルバムとしては今回が初収録となった。
7. Oh my love
作曲：織田哲郎　編曲：明石昌夫
  - 5thオリジナルアルバム『OH MY LOVE』収録曲。
8. 雨に濡れて ※
作曲：栗林誠一郎　編曲：明石昌夫
  - 5thオリジナルアルバム『OH MY LOVE』収録曲。【ZYYG,REV,ZARD & WANDS featuring 長嶋茂雄】名義で発売したシングル「果てしない夢を」のカップリング曲をセルフカバーしたバージョン。
9. I still remember ※※
作曲：栗林誠一郎　編曲：明石昌夫
  - 5thオリジナルアルバム『OH MY LOVE』収録曲。
10. 来年の夏も ※
作曲：栗林誠一郎　編曲：明石昌夫
  - 5thオリジナルアルバム『OH MY LOVE』収録曲。
11. あなたに帰りたい ※※
作曲：栗林誠一郎　編曲：明石昌夫
  - 5thオリジナルアルバム『OH MY LOVE』収録曲。曲の最初のアコースティックギターの部分が入ったバージョンを収録。
12. 愛が見えない
作曲：小澤正澄　編曲：葉山たけし
  - 15thシングル。
13. 果てしない夢を ZYYG, REV, ZARD & WANDS featuring 長嶋茂雄 ※
作曲：出口雅之　編曲：明石昌夫
  - 【ZYYG,REV,ZARD & WANDS featuring 長嶋茂雄】で発売されたシングル。初回プレスと通常版でミックスが異なっており、今作には初回プレスのドラム音が強い黒盤のミックスを収録。このミックスでの音源はアルバム初収録となる。

### Disc.3（盛夏）
1. かけがえのないもの ※
作曲：大野愛果　編曲：小林哲
  - 38thシングル。
2. 遠い星を数えて ※
作曲：栗林誠一郎　編曲：徳永暁人
  - 21stシングル「風が通り抜ける街へ」のカップリング曲。
3. 風が通り抜ける街へ ※
作曲：織田哲郎　編曲：徳永暁人
  - 21stシングル。
4. DAN DAN 心魅かれてく ※※
作曲：織田哲郎　編曲：池田大介
  - 7thオリジナルアルバム『TODAY IS ANOTHER DAY』収録曲。FIELD OF VIEWに提供した「DAN DAN 心魅かれてく」のセルフカバー。
5. 突然 ※
作曲：織田哲郎　編曲：葉山たけし
  - 7thオリジナルアルバム『TODAY IS ANOTHER DAY』収録曲。FIELD OF VIEWに提供した「突然」のセルフカバー。
6. Today is another day
作曲：織田哲郎　編曲：池田大介
  - 7thオリジナルアルバム『TODAY IS ANOTHER DAY』収録曲。
7. Season ※
作曲：栗林誠一郎　編曲：葉山たけし
  - 4thオリジナルアルバム『揺れる想い』収録曲。
8. 眠れない夜を抱いて
作曲：織田哲郎　編曲：明石昌夫・池田大介
  - 4thシングル。ZARDの連続オリコンベスト10の記録は今作から始まっている。
9. こんなにそばに居るのに
作曲：栗林誠一郎　編曲：明石昌夫
  - 12thシングル。
10. 永遠
作曲・編曲：徳永暁人
  - 22ndシングル。8thオリジナルアルバム『永遠』に収録されたミックスで収録。
11. サヨナラは今もこの胸に居ます
作曲：栗林誠一郎　編曲：葉山たけし
  - 16thシングル。
12. 眠り ※※
作曲：坂井泉水　編曲：池田大介
  - 16thシングルのカップリング曲。
13. あの微笑みを忘れないで ※
作曲：川島だりあ　編曲：明石昌夫
  - 3rdオリジナルアルバム『HOLD ME』収録曲。ファンの間でも根気強い人気があり、2008年のファンによるリクエスト・ベスト投票の際、1位にランクインする程の楽曲であった。

### Disc.4（秋冬）
1. もう少し あと少し…
作曲：栗林誠一郎　編曲：明石昌夫
  - 9thシングル。
2. Get U're Dream
作曲：大野愛果　編曲：葉山たけし
  - 32ndシングル。
3. IN MY ARMS TONIGHT
作曲：春畑道哉　編曲：明石昌夫
  - 5thシングル。
4. 運命のルーレット廻して
作曲：栗林誠一郎　編曲：池田大介
  - 25thシングル。
5. 少女の頃に戻ったみたいに ※
作曲：大野愛果　編曲：池田大介
  - 25thシングルのカップリング曲。
6. きっと忘れない
作曲：織田哲郎　編曲：明石昌夫
  - 10thシングル。
7. こんなに愛しても ※
作曲：栗林誠一郎　編曲：明石昌夫
  - 3rdシングル「もう探さない」のカップリング曲。
8. promised you ※
作曲：栗林誠一郎　編曲：Cybersound
  - 33rdシングル。
9. GOOD DAY ※※
作曲：綿貫正顕　編曲：池田大介
  - 27thシングル。ベストアルバムとしてのシングルバージョンは今回がアルバム初収録。
10. My Baby Grand 〜ぬくもりが欲しくて〜
作曲：織田哲郎　編曲：池田大介
  - 23rdシングル。
11. グロリアス マインド ※
作曲：大野愛果　編曲：葉山たけし
  - 43rdシングル。坂井泉水が生涯最後にレコーディングした楽曲。
12. あなたを感じていたい
作曲・編曲：織田哲郎
  - 13thシングル。
13. 負けないで
作曲：織田哲郎　編曲：葉山たけし
  - 6thシングル。ZARD最大のヒットシングル。